# Ponte Santa Trinita
Die Ponte Santa Trinita ist eine Straßenbrücke über den Arno in Florenz. Das Bauwerk aus der Renaissance gilt als eine der schönsten Brücken Italiens und wird zu den elegantesten Konstruktionen Europas gezählt.

## Name, Lage
Die Ponte Santa Trinita erhielt ihren Namen von der nahe gelegenen Chiesa della Santa Trinita (Kirche der Heiligen Dreifaltigkeit). Sie liegt unterhalb der Ponte Vecchio und oberhalb der Ponte alla Carraia. Sie verbindet die Piazza Santa Trinita mit der Piazza de’ Frescobaldi sowie den Palazzo Spini Feroni im Norden mit dem Palazzo della Missione im Süden der Stadt.

## Beschreibung
Die Ponte Santa Trinita ist die älteste Korbbogenbrücke der Welt und besitzt durch ihre neuartige Bogenkonstruktion ein zuvor unerreicht flaches Profil (Verhältnis von Spannweite zu Bogenhöhe von 7:1). Ihr mittlerer Bogen hat eine Spannweite von 32 m, die beiden äußeren Bögen von je 29 m. Die weit geschwungenen Bögen stehen im Kontrast zu den massiven Pfeilern, die der lange als verbindlich angesehenen Regel entsprechen, dass die Pfeilerstärke etwa ein Fünftel der Spannweite des Brückenbogens betragen müsse.
Das Bauwerk wurde aus dem gelblich-braunen, florenz-typischen Pietra Forte gemauert. Über ihre elegante Bogenkonstruktion hinaus sticht die Brücke durch die scharf geschnittenen Widerlager hervor, die die Verstrickung von Baumstämmen bei Hochwasser verhindern, sowie durch die weißen Kartuschen und die vier allegorischen Figuren auf den Ecken, die die Jahreszeiten darstellen: 1608 aufgestellt, sind zwei das Werk des Pietro Francavilla (Frühling und Winter), die beiden anderen von Giovanni Caccini (Sommer und Herbst); sie feiern die Hochzeit des Cosimo II. mit Maria Magdalena von Österreich.

## Geschichte

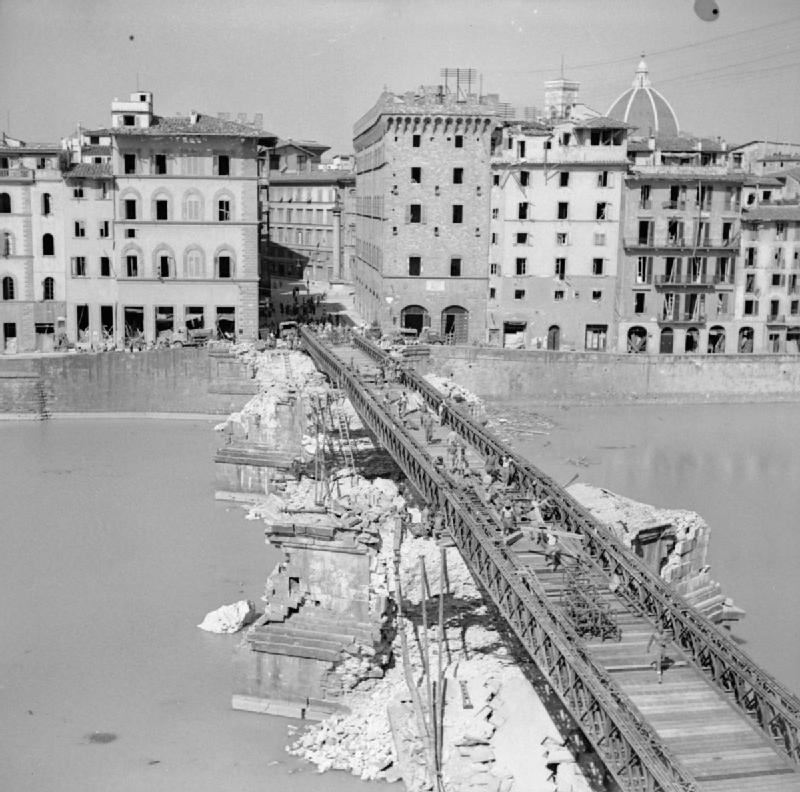
Zerstörte Brücke mit Behelfskonstruktion (1944)

Eine Holzkonstruktion entstand 1252 unter der Schirmherrschaft der Familie Frescobaldi. Diese Brücke brach aber nach wenigen Jahren (1259) unter der Last einer Menschenmenge zusammen, die ein Spektakel auf dem Arno besuchte. In Stein wieder errichtet, gab sie dem Druck des großen Hochwassers von 1333 nach, das nur die Ponte alle Grazie verschonte. Der Wiederaufbau war langsam und dauerte insgesamt über fünfzig Jahre, von 1356 bis 1415.
Die neuerliche Zerstörung von 1557, wiederum wegen Überschwemmung, ermöglichte die heutige Konstruktion, die zwischen 1567 und 1571 errichtet wurde. Das Projekt, beauftragt von Cosimo I. de’ Medici, gelangte an Bartolomeo Ammanati, scheint aber von Michelangelo in Zeichnung und Konstruktion begleitet worden zu sein, der möglicherweise die moderne Linie der drei elliptischen Bögen vorgeschlagen hat, die sich bei seinen Studien anlässlich der Medici-Kapellen und der Freitreppe des Vestibüls der Biblioteca Medicea Laurenziana wiederfinden. Diese Bogenform mit nach außen stärker werdenden Krümmungen ist eine Erfindung, die das Barock vorwegnahm, und außerdem einen großen technischen Fortschritt brachte.
Die Brücke wurde am 4. August 1944 von deutschen Truppen auf dem Rückzug zerstört, von der britischen Armee durch eine Bailey-Brücke behelfsmäßig wieder benutzbar gemacht und zwischen 1952 und 1958 im gleichen Stil wieder errichtet. Insbesondere konnten die vier Statuen aus dem Fluss geborgen werden, nur der Kopf der Frühlings-Statue wurde erst 1961 wieder gefunden.

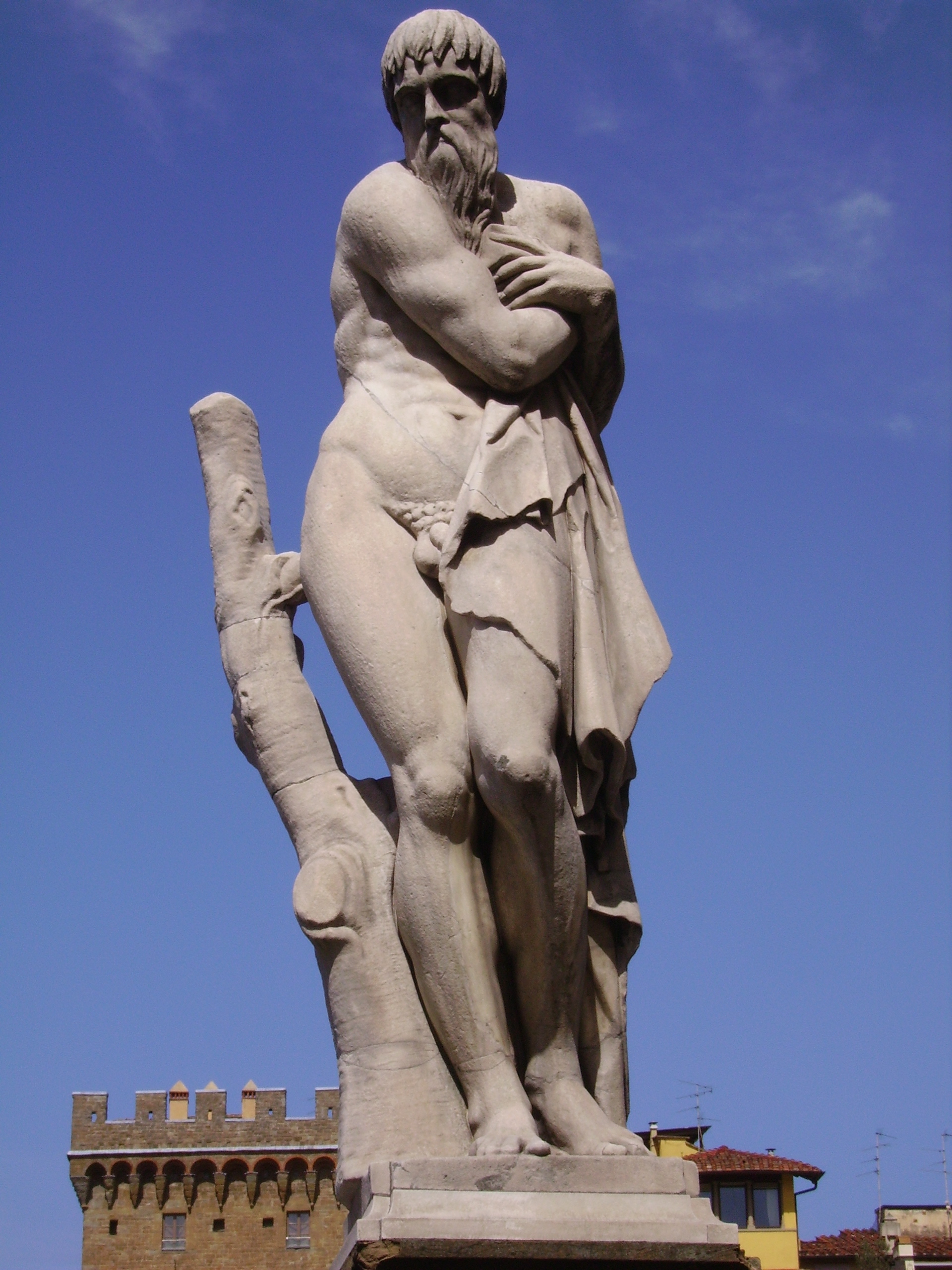
Winter
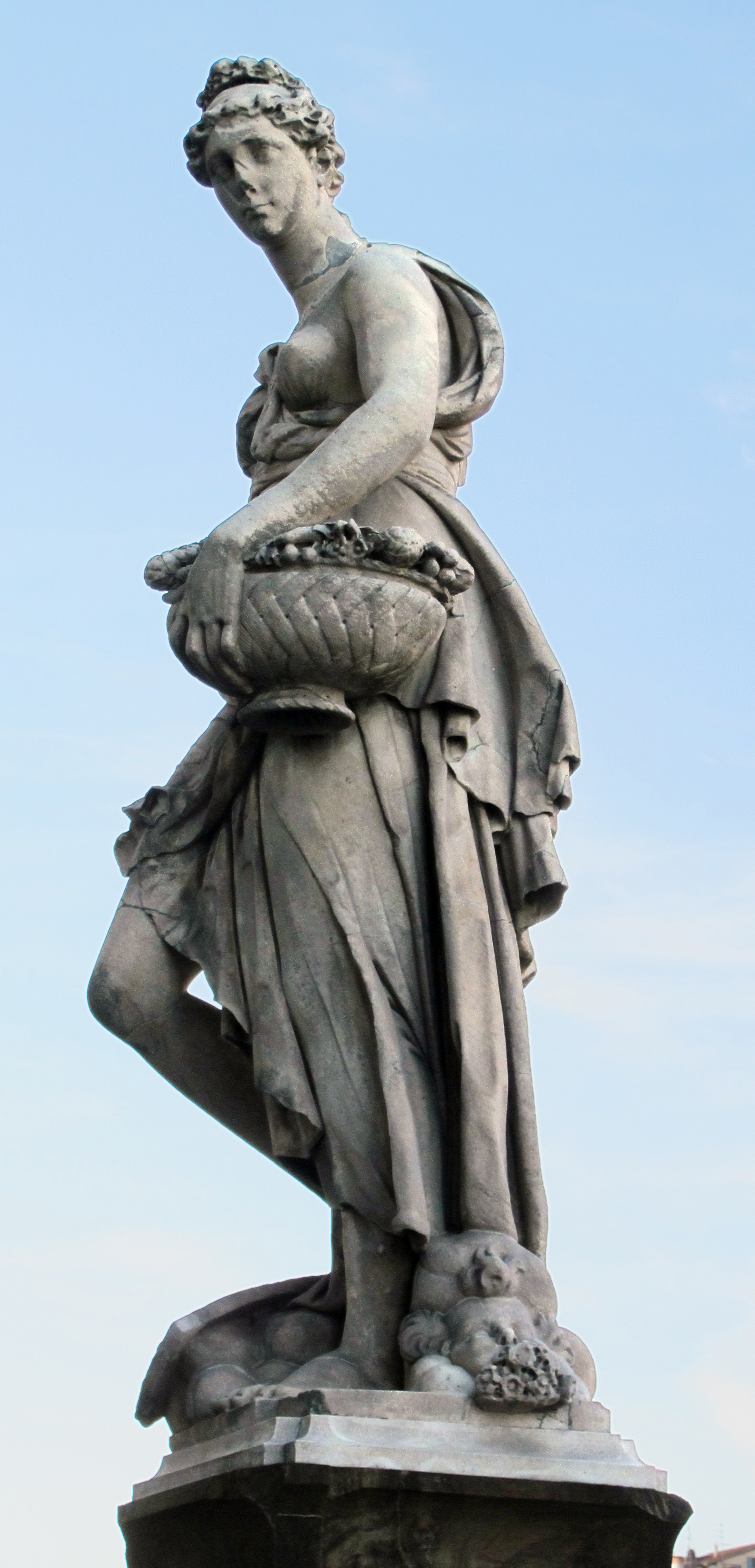
Frühling
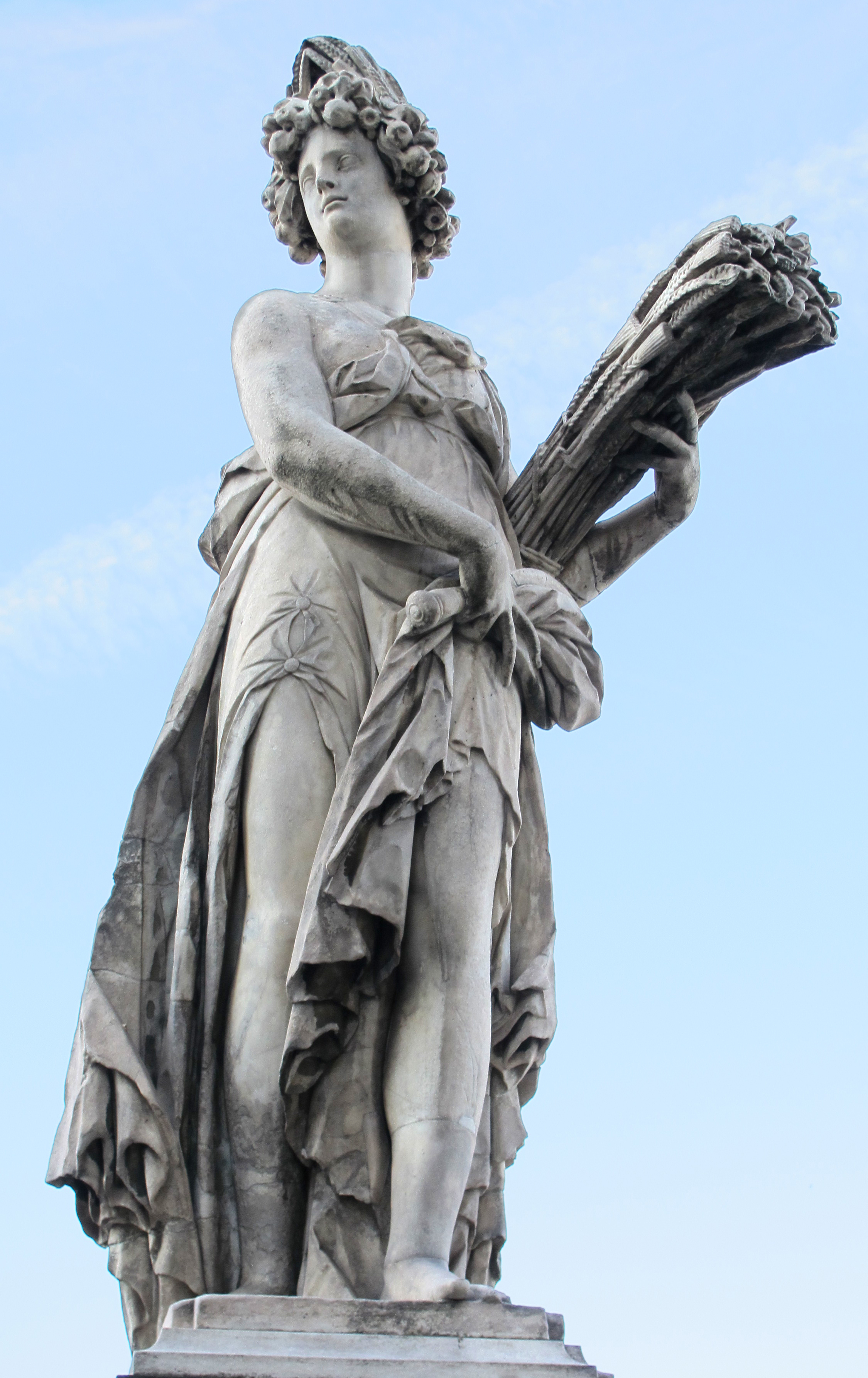
Sommer
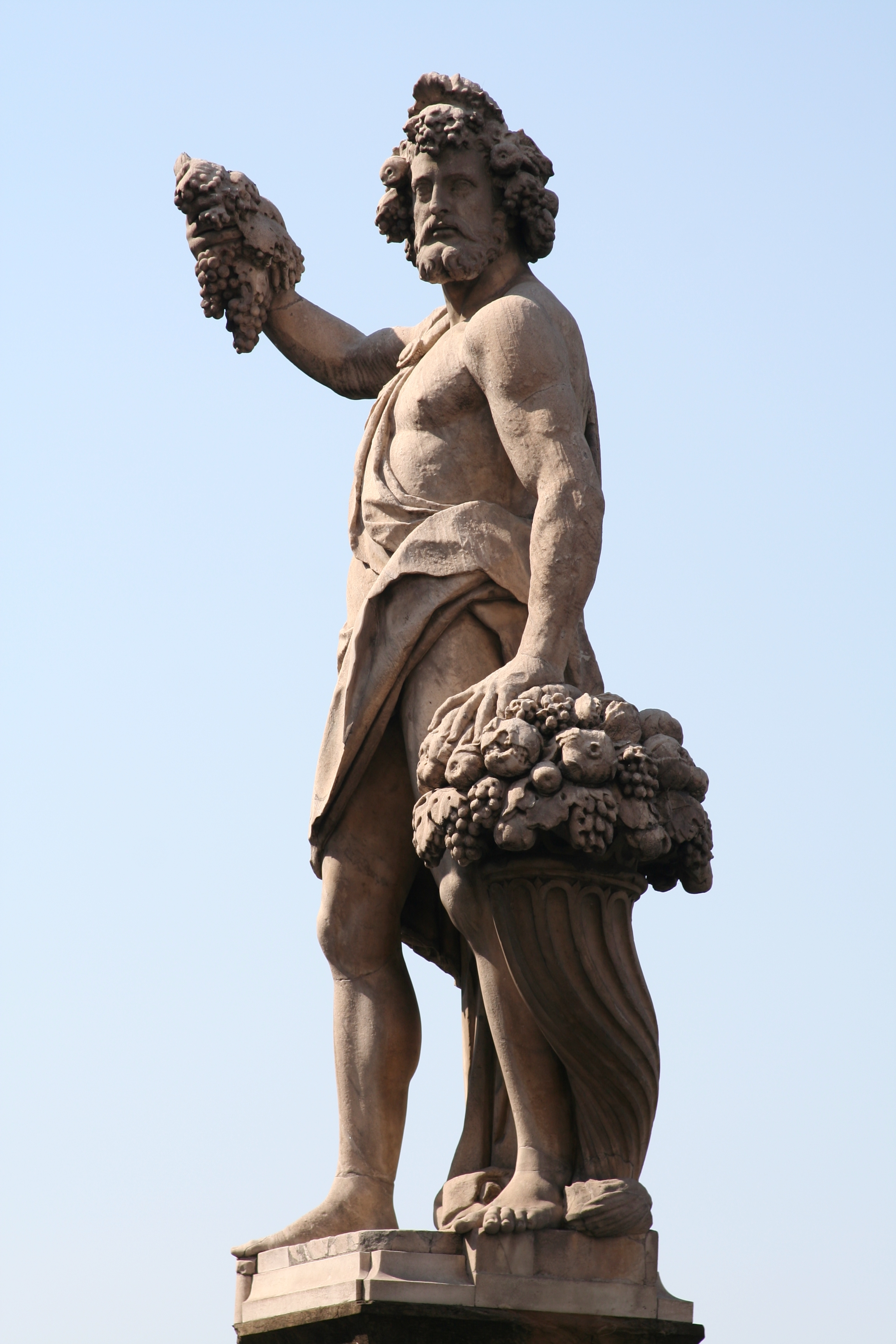
Herbst